# Фористдејл (Масачусетс)
Фористдејл (енгл. Forestdale) насељено је место без административног статуса у америчкој савезној држави Масачусетс.

## Демографија
По попису из 2010. године број становника је 4.099, што је 107 (2,7%) становника више него 2000. године.
| Група             | 2000.         | 2010.         |
| Белци             | 3.837 (96,1%) | 3.888 (94,9%) |
| Афроамериканци    | 34 (0,9%)     | 30 (0,7%)     |
| Азијати           | 20 (0,5%)     | 51 (1,2%)     |
| Хиспаноамериканци | 51 (1,3%)     | 75 (1,8%)     |
| Укупно            | 3.992         | 4.099         |